# 可逆層
数学において，可逆層（かぎゃくそう，英: invertible sheaf）とは，環付き空間 X 上の連接層 S であって，OX 加群のテンソル積に関して逆元 T が存在するものである．可逆層は直線束という位相的な概念の代数幾何学における対応物である．カルティエ因子との相互作用のため，代数多様体の研究で中心的な役割を果たす．

## 定義
可逆層 (invertible sheaf) とは，環付き空間 X 上の連接層 S であって，OX 加群のテンソル積に関して逆元 T が存在するものである，つまり，OX に同型な
{\displaystyle S\otimes T\ }
があって，テンソル積について単位元として働く．最も重要な場合は代数幾何学と複素多様体論から来る場合である．それらの理論における可逆層は実際には適切に定式化された直線束である．
実際，可逆層のスキーム論における抽象的な定義は局所自由で階数 1という条件に置き換えることができる．つまり，テンソルの逆元の条件はすると，X 上局所的に，S が可換環上の階数 1 の自由加群のなす層であることを導く．例は代数的整数論における分数イデアルから来，定義はその理論を捉える．より一般に，X がアフィンスキーム Spec(R) であるとき，可逆層は R 上の階数 1 の射影加群から来る．

## ピカール群
極めて一般的に，X 上の可逆層の同型類たち自身がテンソル積の下でアーベル群をなす．この群はイデアル類群を一般化する．一般にそれは，Pic をピカール関手として
{\displaystyle \mathrm {Pic} (X)\ }
と書かれる．それは代数曲線のヤコビ多様体の理論も含んでいるから，この関手の研究は代数幾何学において主要な問題である．
X 上のデータによる可逆層の直接構成はカルティエ因子の概念を導く．